# Reşid Akif Pascha

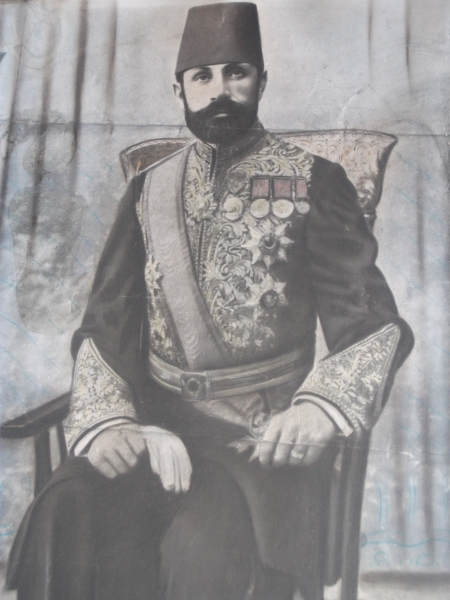
Reşid Akif Pascha

Reşid Akif Pascha oder Mustafa Salih (* 1863 in Yanya; † 1920 in Istanbul) war ein osmanischer Dichter und Staatsmann, der als Innenminister, Gouverneur und Vorsitzender des Staatsrates wirkte. Er ist bekannt für die Lieferung von Beweisen zum Völkermord an den Armeniern während der Sitzungen des Osmanischen Parlaments.

## Leben
Reşid Akif war albanischstämmig und wurde als Sohn des Vorsitzenden des osmanischen Staatsrates, Mehmed Akif Pascha, geboren und besuchte das Galatasaray-Gymnasium. Er lernte Persisch, Französisch und Arabisch.
Er begann seinen Staatsdienst 1883 als Sonderbeamter im Amedî Kalemi mit dem Titel Reisülküttap. 1902 ernannte ihn Abdülhamid II. zum Gouverneur des Vilâyet Sivas. Akif ließ die Industriehochschule von Sivas sowie die kalten Thermen von Çermik bauen. An sein Wirken als Dichter erinnert ein durch ihn eröffnetes Herrenhaus in Sivas. Nachdem er bis 1908 in dieser Position geblieben war, wurde er trotz seiner Ablehnung des Komitees für Einheit und Fortschritt im Zuge der Zweiten Verfassungsperiode nach Istanbul gerufen und amtierte vom 6. bis 25. August 1908 als Innenminister unter Großwesir Mehmed Kâmil Pascha.
Im November 1909 wurde er Mitglied des Osmanischen Senats. Nach dem Ende des Ersten Weltkrieges und den Jahren des Waffenstillstandes unter dem Vertrag von Moudros wurde Reşid Akif Pascha am 14. Oktober 1918 zum Vorsitzenden des Staatsrates in der Regierung Ahmed İzzet Paschas ernannt. Als Senator und Staatsratsvorsitzender erklärte Reşid am 18. November 1918 zum Völkermord an den Armeniern:

„Die 'Mission' in diesem Zirkel [Komitee für Einheit und Fortschritt] war: die Konvois anzugreifen und die Bevölkerung zu massakrieren ... Ich schäme mich als Muslim, ich schäme mich als osmanischer Staatsmann. Was für ein Fleck auf dem Ansehen des Osmanischen Reiches, diese kriminellen Menschen ...“

Bei einer Rede am 21. November 1918 im osmanischen Parlament hob er den Prozess hervor, wo offizielle Aussagen zweideutige Terminologien verwendeten, so etwa, als die Anordnung von Deportationen ergänzt wurde durch die direkte Anordnung von "Massakern" aus dem Hauptquartier des Komitees für Einheit und Fortschritt oder teils aus der Residenz des Innenministers Talât Pascha:

„Während meiner wenigen Tage im Dienste dieser Regierung lernte ich über einige Geheimnisse und stieß auf etwas Interessantes. Der Deportationsbefehl wurde durch offizielle Kanäle des Innenministeriums bekanntgegeben und an die Provinzen gesandt. Nach diesem Befehl ließ das Zentralkomitee ihren eigenen Befehl an alle Parteien in Umlauf setzen, um den Banden die Durchführung ihrer elenden Aufgabe zu erlauben. So waren die Banden auf dem Feld, bereit für ihre grausame Abschlachterei.“